# 扶桑 (甲鉄艦)
扶桑（ふそう）は、日本海軍の中央砲郭式装甲艦。
艦名は「東海中にある大きな神木のこと。転じて東方日出ずる場所にある神仙国、日本国の異称」。

## 概要
1872年（明治5年）の海軍省設立時点で海上警備に使用できる艦艇は「日進」の1隻のみであり、残りの10隻余りは主に練習艦として使用されていた。1874年（明治7年）の佐賀の乱や台湾出兵で有力な軍艦の必要性が痛感され、1875年（明治8年）度予算によりイギリスに金剛型コルベット2隻と本艦1隻、合計3隻の軍艦が発注された。
装甲艦「東艦」以来、明治政府が初めて購入した装甲艦であり、
金剛、比叡の2隻と共に明治維新後初めて外国に注文した有力な軍艦になった。
設計はイギリス海軍を退官して設計業をしていたエドワード・ジェームス・リードに一任し、同時代のイギリス海軍の装甲艦「オーディシアス」（HMS Audacious (1869) ）をタイプシップに採り、バランスよく縮小化されている。イギリスはロンドンテムズ川沿いのサミューダ・ブラザーズ造船所にて建造、1878年初頭に完成された。エドワード・ジェームス・リードは回航の際にわざわざ夫人を伴い日本を訪問し海軍当局に引き渡しをした上で、今後の日本軍艦に関して多くの意見を川村純義に具申した。
正式には「扶桑艦」（ふそうかん）という。実際の艦種は機帆走装甲フリゲートまたは装甲コルベットと呼ぶべき艦である。後に艦種を二等戦艦に変更されているため一般的に日本初の戦艦であるとされているが、実際には戦艦の性能を有していない。即ち、当時の欧米諸国の主力艦の排水量（常備排水量10000トン以上）に対して、扶桑はその半分以下の排水量しか持たないミニ軍艦で、実質的には海防戦艦程度の性能でしかなかった。それでも8年後に清国海軍が定遠級甲鉄砲塔艦「定遠」及び「鎮遠」を所有するまではアジアの独立国家で唯一の近代的装甲艦であった。
扶桑の建造当時、日本海軍は装甲を有する艦として装甲艦「甲鉄」（のちの「東」）及び「龍驤」を所有していたが、すでに旧式となっていた。
建造当初は汽帆併用であったが通常航海は帆走によっていた。近代化改装にて帆装を撤去し、唯一の甲鉄艦として日清戦争に従軍したが、低速で旧式であり、主力艦としての意味をなさなかった。

## 艦型
同時に英国に発注された金剛型の船体は鉄骨木皮であったが、本艦の船体は全て鉄製であった。
甲板は3層。

### 機関
機関の製造はグリニッジのジョンベン社。
ボイラーは高円缶8基、
蒸気圧力は60ポンド/平方インチ。
主機は横置2段トランク式レシプロで、
シリンダー直径58 in (1,500 mm)と88 in (2,200 mm)、行程2 ft 6 in (760 mm)。
それ(主機)を2基搭載した。
日本海軍でトランク式レシプロを装備したのは、本艦の他は「蟠龍」(幕府海軍所有)のみだった。
推進は2軸スクリュープロペラ、回転数96rpm、
出力は3,500馬力(名馬力で600)で計画した。
速力13ノット(または12ノット)、平均速力9ノットを予定した。
煙突は帆走を行う時は船内に下ろせる伸縮型煙突を採用していた。
1891年(明治24年)11月から横須賀で行われた機関総検査でボイラーの老朽化が著しいことが判明し、低円缶4基と交換された。
1893年（明治26年）から1894年（明治27年）に実施された近代化改装時に機関を石炭専焼円缶8基と横置式3気筒3段膨張レシプロ機関2基に換装し、煙突は固定された。

### 帆装
当時の艦は入港・出航・戦闘時は汽走するが、巡航には燃費や機関の耐久性に問題があり、専ら帆走を用いたので本艦も建造時は帆走用に
3檣バーク型マストを有した。
近代化改装時に帆走設備は簡略化され、煙突の煤煙により損傷を受けやすい中央部マストは撤去され、前後2本のマストは位置を移されて頂上部に1段の見張り所を持つミリタリー・マストに換装された。

### 兵装
本艦の建造はイギリスで行われたが備砲はドイツ製のクルップ砲を採用した。これは当時のイギリス海軍が使っていた前装砲（砲口から発射薬と弾丸を装てんする古い方式）を避け、取り扱いに便利な後装砲（尾栓を開いて発射薬と弾丸を装てんする方式）を選択したためである。イギリス海軍は1863年の薩英戦争で鹿児島を砲撃した後装式アームストロング砲に故障が多かったので、前装砲に戻していた。
本艦は首尾線上に砲塔を有する戦艦が生まれる前の設計で、現代の視点から見て特異な砲配置になっている。艦の中央部の中甲板から舷側に向け、ややはみ出したかの様な正方形の装甲された部屋（砲郭：ケースメート）を設け、その4隅に「24cm（20口径）砲」を砲架の前部を支点にして扇形に旋回するセンター・ピボット式で1門ずつ設置し計4基を持つ。この配置のため各砲の射撃範囲は狭く首尾線を0度として30度から100度の間の射界であり、前方・後方への首尾線射撃はできない。この不便な配置は艦の中心線上に帆走用の大きなマストが3本立っているため、それを避けるため船体側面部に主砲を配置した結果であった。上甲板には副砲として「17cm（25口径）砲」を船体中央部舷側部に単装砲架で片舷1基ずつ計2基配置された。近距離砲戦用に4.7cm機砲が単装砲架で6基が甲板上に搭載された。

### 装甲
水線部の装甲帯に231mmの装甲が張られた。

## 変遷

### 1886年

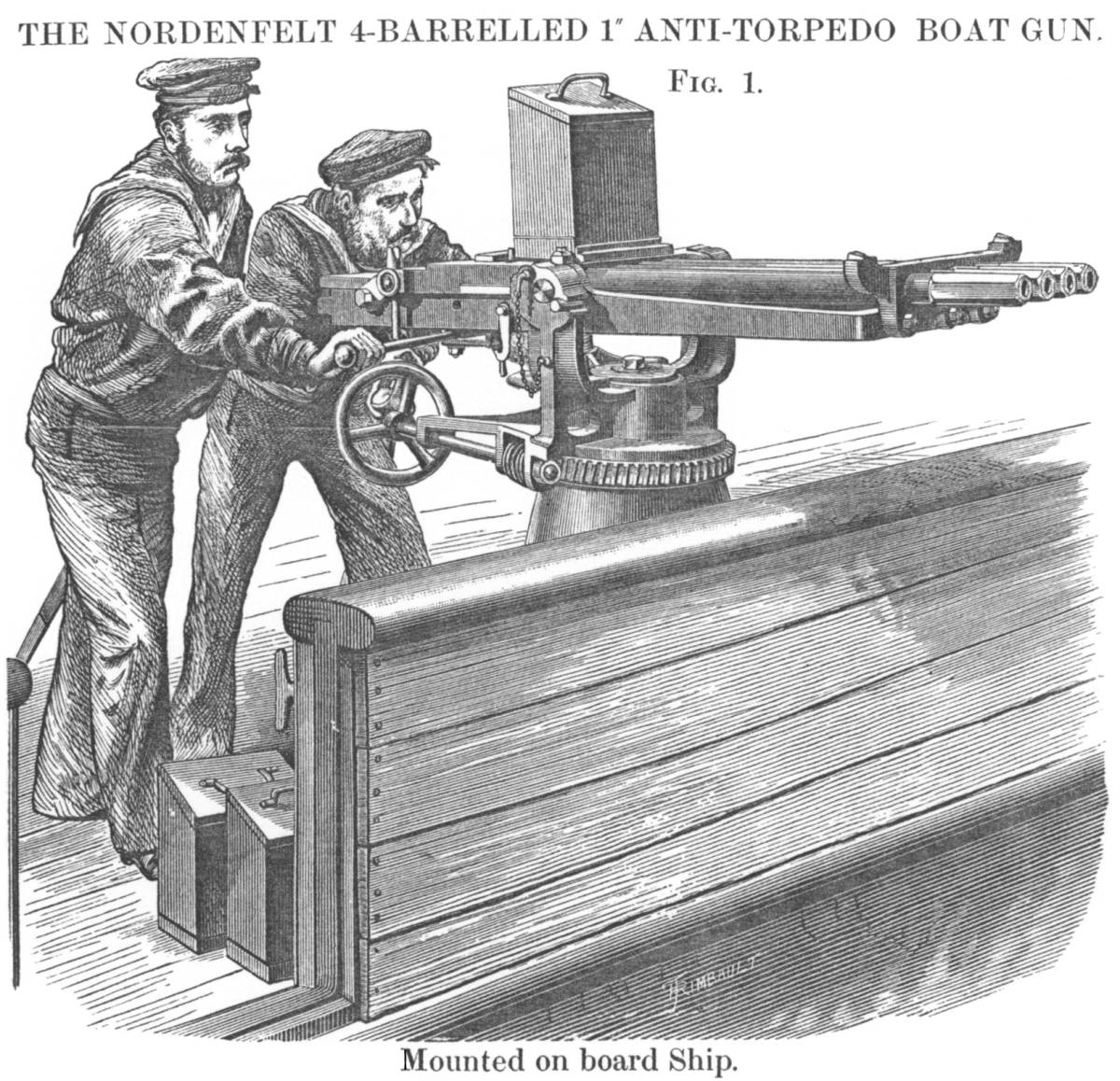
本艦にも搭載された対水雷艇用のノルデンフェルト式1インチ4連装機砲を運用する水兵達の図。

1886年（明治19年）に新たに近接戦闘用にノルデンフェルト式1インチ4連装機砲7基と11mm5連装機銃2基が配置され、対艦攻撃用に35.6cm水上魚雷発射管が単装発射管で片舷1門ずつ計2門が装備された。この時に旧態化した17cm単装砲と4.7cm機砲は撤去され、替わりにアームストロング（後のアームストロング・ホイットワース）式「12cm（40口径）速射砲」が単装砲架で舷側に片舷2基ずつ計4基とオチキス 4.7cm（43口径）単装機砲11基が搭載された。
- 20口径24cmクルップ砲 4基
- 40口径安式12cm単装速射砲4基
- オチキス 1888年型 4.7cm（43口径）単装機砲11基
- ノルデンフェルト式 25mm4連装機砲7基
- ノルデンフェルト式 11mm5連装機銃2基
- 35.6cm水上魚雷発射管単装2門

### 1887年時
扶桑艦射撃報告による。
- 艦載砲:24cm砲4門、17cm砲2門、長7.5cm砲4門
- 野砲:克式短7.5cm砲

### 1889年時
乙軍艦隊編成表による
- 排水量:3,718英トン
- 速力:12ノット
- 兵装
  - 24克砲 4門
  - 15克砲 2門
  - 長75克砲 2門
  - 1インチ諾砲 7基
  - 小銃口径諾砲 2基
  - 発射管 2門

### 1890年時
兵器簿による
- 排水量:3,776英トン
- 出力:2,932馬力(実馬力)
- 兵装
  - 八十年前式24cm克砲 4門[23]
  - 八十年前式17cm克砲 2門[22]
  - 八十年前式長7.5cm克砲 4門[24]
  - 短7.5cm克砲 2門[25](短艇用[26])
  - 1インチ4連諾典砲 7基[27]
  - 11mm5連諾典砲 2基[28]

### 近代化改装時

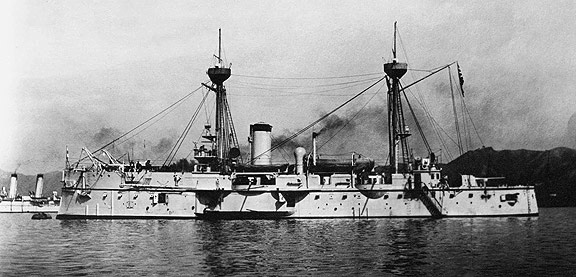
近代化改装後の扶桑

1894年（明治27年）に実施された近代化改装で25mm4連装機砲は4基に減じ、代わりにオチキス 4.7cm（43口径）単装機砲が14基に増備された。これに伴い11mm5連装機銃は4基に増加した。1900年（明治33年）にはアームストロング式「15.2cm（40口径）速射砲」を採用し、艦首甲板上に1基、後部甲板上に1基の計2基が配置された。重量増加を抑えるべくオチキス 4.7cm（43口径）単装機砲は4基撤去され10基に減じられた。また、魚雷発射管は装備方法は同じで口径を35.6cmから45.7cmに拡大された物を新たに搭載している。
- クルップ 1861年型 24cm（20口径）単装砲4基
- アームストロング 12cm（40口径）単装速射砲4基
- オチキス 1888年型 4.7cm（43口径）単装機砲14基
- ノルデンフェルト式 25mm4連装機砲4基
- ノルデンフェルト式 11mm5連装機銃4基
- 35.6cm水上魚雷発射管単装2門

### 1896年
艦尾発射管が新設された。

### 1900年時
- クルップ 1861年型 24cm（20口径）単装砲4基
- アームストロング 15.2cm（40口径）単装速射砲2基
- アームストロング 12cm（40口径）単装速射砲4基
- オチキス 1888年型 4.7cm（43口径）単装機砲10基
- ノルデンフェルト式 25mm4連装機砲4基
- ノルデンフェルト式 11mm5連装機銃4基
- マキシム 7.62mm単装機銃7基
- 45.7cm水上魚雷発射管単装2門

### 1903年
無線電信試験のため、前後マストが改造された。

### 1904年調
日露戦争時の調査による
- 排水量:3,777英トン
- 出力:2,173馬力
- 速力:11ノット
- 燃料:石炭350英トン(または350仏トン[32])

### 1905年
前後部のトップ・マストを撤去し、前部マストに見張所が新設された。

## 艦歴

### 建造
サミューダ・ブラザーズ、ポプラー造船所(イギリス・ロンドン・タワーハムレッツ区・ポプラー)で建造された。
1875年 (明治8年) 6月5日海軍大輔から太政大臣へ宛て、艦名を扶桑と御定するよう申し出があり、6月15日に艦名は扶桑とされた。
9月24日起工、1877年(明治10年)4月17日進水、1878年(明治11年)1月竣工。

### 回航
4月13日、艦長伊東祐亨中佐、副長坪井航三少佐の内達があり、両名は横浜到着後に乗艦したものと思われる。
同年(1878年)5月15日に東海鎮守府所轄となる。
5月22日、スエズ運河で推進器を損傷し現地で3週間の修理を行った。
左舷船尾のチューブブラケット上端に擦痕があり、付近両舷の鉸釘に緩みがあった 。
左舷推進器の翼が1つ破折しており、右舷の翼は屈曲、その曲がりを直す際に折れ、予備の翼2個に交換した。
またプロペラ・シャフトも先端に曲がりがあったが、とりあえず運転に問題は無かった。
6月11日午後1時5分、横浜に到着した。
6月22日、東海鎮守府の常備艦に指定された。

### 1878年
同年(1878年)6月15日、坪井航三少佐他2名が扶桑艦艤装向取扱委員に任命された。
6月27日と7月1日に試運転が行われた。
7月10日に扶桑、金剛、比叡の3艦が天覧を受け、扶桑に乗艦した。
9月13日に予備推進器が日本に到着し、交換が行われた。
12月6日、試用運転の為に出港、神戸へ向かった。

### 1879年
1879年(明治12年)4月23日、大砲の試験射撃を行ったところ、三浦郡公郷村220番地、石戸三郎左衛門の家に着弾し、家が半壊した。
11月4日、機関開放検査に着手した。

### 1882年-1885年
1882年(明治15年)7月31日、艦隊が置かれ、
10月12日「扶桑」「金剛」「比叡」「龍驤」「日進」「清輝」「天城」「磐城」「孟春」「第二丁卯」「筑波」の11隻で中艦隊が編成された。
1883年(明治16年)甲鉄巡洋艦とされる。
1885年(明治18年)12月28日中艦隊は解隊、同日「春日」を除く中艦隊に所属していた8隻(「扶桑」「金剛」「比叡」「海門」「筑紫」「清輝」「磐城」「孟春」)で改めて常備小艦隊が編成された。

### 1886年
1886年(明治19年)に日本へ回航途中の「畝傍」が行方不明になると、その捜索に従事した。

### 1887年
1887年(明治20年)3月、常備小艦隊に所属していた「扶桑」は機関の掃除と入渠を行う予定で横須賀小海に停泊しており、この間は旗艦を天龍に譲った。
その後修理が完成したため、5月30日旗艦に復帰した。

### 近代化改装工事
1893年(明治26年)から1894年(明治27年)にかけて近代化改装工事が行われた。

### 日清戦争
1894年から1895年(明治28年)の日清戦争では黄海海戦、威海衛攻撃に参加した。

### 沈没、修理
1897年(明治30年)10月29日、伊予長浜沖で「松島」と衝突し沈没した。
1898年(明治31年)3月21日、海軍艦艇類別等級の制定により二等戦艦に類別。
同年6月5日に浮揚、
1900年(明治33年)4月に修理が完了した。

### 1902年
海軍機関学校の夏期練習航海の任務に約1週間就いた。

### 日露戦争
1904年(明治37年)から1905年(明治38年)の日露戦争では第三艦隊第七戦隊の旗艦として旅順攻撃や対馬海峡の警備に従事し、日本海海戦にも参加した。
1904年12月13日、「扶桑」と「三笠」の艦載水雷艇がロシア戦艦「セヴァストーポリ」襲撃に参加。両艇の雷撃で「セヴァストーポリ」は艦首の防御網に魚雷1発を受け、浸水した。

### 日露戦争後
1905年(明治38年)12月11日、二等海防艦に類別。
1908年(明治41年)4月1日に日本海軍軍艦籍から除かれた(除籍)。

### 除籍後
同1908年4月3日に解装事務が終了し、船体は横須賀海軍港務部に引き渡された。
搭載の備砲のうち45口径安式12cm速射砲4門、40口径安式12ポンド速射砲6門は壱岐に装備された。
日本陸軍から船体を海岸砲弾効果試験の目標にしたいと要望があったが、日本海軍側で売却処分が決定し1909年(明治42年)2月15日付で廃案になった。
同日(2月15日)付で船体売却の訓令(ただしキャプスタンを除く揚錨機は取り外して陸上保管)、
11月30日付で売却処分済みの報告が横須賀鎮守府から提出された。翌1910年(明治43年)に船体は横浜で解体された。

## 歴代艦長
※『日本海軍史』第9巻・第10巻の「将官履歴」及び『官報』に基づく。
- 伊東祐亨 中佐：1878年5月11日 - 1879年8月19日
- 松村淳蔵 大佐：1879年8月19日 - 1882年8月
- 福島敬典 大佐：1882年7月7日 - 1882年8月19日
- 井上良馨 大佐：1882年8月20日 - 1884年2月8日
- 伊東祐亨 大佐：1884年2月8日 - 12月20日
- 相浦紀道 大佐：1884年12月20日 - 1885年12月28日
- 井上良馨 大佐：1886年1月6日 - 1月29日
- 児玉利国 中佐：1886年1月29日 - 7月14日
- 山崎景則 大佐：1886年7月14日 - 1888年6月14日
- 新井有貫 大佐：1888年6月14日 - 1889年5月15日
- 瀧野直俊 大佐：1889年5月15日 - 1890年5月13日
- 鮫島員規 大佐：1890年5月13日 - 1891年6月17日
- 佐藤鎮雄 大佐：1891年6月17日 - 1891年10月31日
- 新井有貫 大佐：1894年7月8日 - 1895年11月18日
- 島崎好忠 大佐：1896年6月5日 - 11月26日
- 上村正之丞 大佐：1896年11月26日 - 1897年6月1日
- 瓜生外吉 大佐：1897年6月1日 - 12月28日
- 成川揆 大佐：1900年6月7日 - 8月6日
- 今井兼昌 大佐：1900年8月6日 - 11月6日
- 大塚暢雄 大佐：1900年11月6日 - 1901年7月5日
- 成田勝郎 大佐：1901年7月5日 - 1902年3月13日
- 佐々木広勝 中佐：1902年3月13日 - 1903年1月12日
- 木村浩吉 中佐：1903年1月12日 - 7月7日
- （兼）奥宮衛 中佐：1903年7月7日 - 12月28日
- （心得）奥宮衛 中佐：1903年12月28日 - 1905年1月12日
- 長井群吉 大佐：1905年1月11日 - 12月12日
- 土山哲三 中佐：1905年12月12日 - 1907年5月2日
- 築山清智 大佐：1907年5月2日 - 1908年4月1日